# Robert Dudley, earl av Leicester
Robert Dudley, 1:e earl av Leicester, född 24 juni 1532, död 4 september 1588, var under lång tid Elisabet I:s gunstling och ryktades många gånger vara nära att bli hennes make. Leicester utsågs år 1585 till Elisabets Governor-General i Nederländerna, och han var "Lieutenant and Captain-General of the Queen's Armies and Companies" när England besegrade den spanska armadan 1588. Leicester var också medlem av drottningens Privy Council och kansler för universiteten i Cambridge och Oxford.

## Biografi

### Tidiga år
Dudley var en av de yngre sönerna till Jane Dudley och John Dudley, 1:e hertig av Northumberland, som avrättades 1553 för sin delaktighet i försöket att sätta Jane Grey på Englands tron (Lady Jane var gift med Roberts äldre bror, Guilford Dudley). Robert Dudley spärrades tillfälligt in, tillsammans med fadern och bröderna Guilford, John, Ambrose och Henry Dudley, i Towern, och enligt en romantisk, men troligen apokryfisk, historieskrivning var det där han för första gången kom i kontakt med prinsessan Elisabet, som placerats där av sin syster drottning Maria I. Han var vid denna tid redan gift med Amy Robsart.

### Den första makans död
Då Elisabet besteg tronen, utsågs Dudley till, Master of Horse. Som sådan befann han sig ständigt i drottningens närhet då hans uppgifter inte enbart bestod i att ansvara för drottningens privata jakt- och avelshästar, utan även i att orkestrera hovets nöjesliv. Rykten om deras förhållande florerade och då Dudleys maka 1560 plötsligt avled efter att ha fallit ned för en trappa under mystiska omständigheter, ansågs det i vissa läger att han hade arrangerat mordet för att göra sig fri så han kunde gifta sig med drottningen. Somliga påstod att ett hemligt giftermål redan hade ägt rum. Ironiskt nog, så skulle det bli Amys död som satte stopp för sådana ambitioner, om Dudley hade haft sådana. Elisabet, som tänkte på opinionsläget och också var tveksam till att överhuvudtaget gifta sig, gjorde inget som gav anledning att tro att hon skulle gifta sig med gunstlingen. Några av dagens historiker anser att mordet på Amy Robsart, om det var ett mord, antingen utfördes av någon som trodde sig vinna kunglig gunst därigenom, eller, vilket är mer troligt, någon som ville hindra drottningen att gifta sig med Dudley. I detta sammanhang har till exempel sir William Cecil pekats ut. Det har också, oftare, föreslagits att Amy var dödligt sjuk i bröstcancer vid denna tid, vilket gör det mer troligt att fallet skulle ha varit en olycka eller självmord, än ett mord. Härtill kommer bevis på att Amy under tiden före sin död lidit av en depression.

### Andra kvinnor
Elisabet tog faktiskt 1563 upp Dudley som en möjlig make åt änkan och granndrottningen Maria Stuart, som hon hoppades kunna neutralisera genom att få henne att gifta sig med en protestant. Källor visar att hon menade att detta skulle vara en belöning åt den "som, om det ligger i vår makt, skulle göra till ägare, eller arvtagare till vårt eget rike", för sin lojala tjänst. Maria, som blev förolämpad över att hon skulle acceptera att gifta sig med Elisabets tidigare älskade, avvisade honom. Följande år förlänade Elisabet honom earldömet Leicester.
Dudley var en kvinnokarl. Han sägs i hemlighet ha gift sig med änkan lady Douglas Sheffield 1573. Han övergav senare henne för Lettice Knollys, änka till Walter Devereux, 1:e earl av Essex och kusinbarn till drottning Elisabet. Lettice var dotter till Catherine Carey och barnbarn till Anne Boleyns syster Mary Boleyn. Giftermålet förolämpade drottningen djupt. Det var dock ingen som kunde tro, annat än möjligen Elisabet, att Leicesters hängivenhet till drottningen skulle få honom att leva helt i celibat under de nitton år som gått sedan hans första makas död. 
1573 märktes det att inte bara änkan lady Douglas Sheffield, utan även hennes syster, Frances Howard, som var ogift, var "mycket djupt förälskade i honom" och att drottningen ogillade dem, och även honom för att han uppmuntrade dem. Lady Sheffield 1573/4 fick en son som fick namnet Robert Dudley, (senare tysk-romersk hertig av Northumberland). Denne son, som om ett äktenskap förelåg var den rättmätige arvingen, fråntogs rättigheterna som earl av Leicester av fadern själv. Förutom drottningens hot att spärra in honom, kan Leicesters eventuella bedräglighet ha varit ett försök att skydda lady Sheffield, och sonen, från hans skulder, och intriger med drottningen.

### Drottningens friare
Dudley intrigerade ständigt mot drottningens utländska friare, ärkehertig Karl av Österrike, Erik XIV av Sverige och hertigen av Anjou. Kung Erik, som mycket harmades över Elisabets böjelse för "en så föraktlig person" som Dudley, tillbjöd i brev av 6 juni 1561 till sitt sändebud i London, Nils Jöransson Gyllenstierna, medtävlaren "en uppenbar kamp uti egen kunglig person, antingen i Frankrike eller i Skottland". Men både i detta brev och i ett senare, av 29 mars 1562, uppdrog kungen åt Gyllenstierna att röja rivalen ur vägen, "antingen med rör eller värja", om det "än fast tio tusen daler kosta skulle". Erik ansåg sig befogad att handla, som han gjorde, emedan han förnummit, att "Dudley stod honom efter lif, lefverne och all hans välfärd" samt "skickat några ut till att förråda och bringa honom om halsen".

### Arvtagare
Hans enda överlevande bror, Ambrose, var barnlös och om han inte fick någon avkomma skulle släktlinjen utplånas. Han förklarade i ett brev till Lady Sheffield att han inte kunde gifta sig utan att orsaka stora problem. Hemlighetsmakeriet kring Leicesters andra eventuella äktenskap med lady Sheffield kan ha berott på att han inte ville uppröra drottningen. 
Han skulle senare dock förklara äktenskapet olagligt så han skulle kunna gifta sig ytterligare en gång, denna gång med Lettice Knollys. Elisabet kände sig sviken av att senare få reda på att han gift sig med Knollys, och påminde Leicester om ryktena om att han hade haft ett kontrakt att gifta sig med Lady Sheffield; om dessa skulle vara sanna skulle han kunna bli satt i Towern. Därför är det föga förvånande att han förnekade dessa rykten.
Under 1800-talet kom frågan om släkten Sidneys lagliga anspråk på Dudley-arvet då Sir John Shelly-Sidney gjorde anspråk på titlarna De L'Isle och Leicester. Anspråken kunde dock inte styrkas då det ej ansågs fullständigt belagt att den 1:e earlen av Leicester inte ingått ett lagligt äktenskap med lady Sheffield, då detta aldrig bevisats och även förnekats av båda parterna under Elisabets (och Dudleys) livstid. 
Dudley återvann senare Elisabets gunst och fick leda ett fälttåg mot Nederländerna 1585, som kulminerade vid slaget vid Zutphen. Trots att han visat sig vara en misslyckad befälhavare ledde han de engelska landtrupperna mot den spanska armadan. Spanjorerna kunde aldrig landstiga, och han avled kort därefter nära Oxford. Hans plats som Elisabets främste gunstling övertogs av hans styvson, Robert Devereux, 2:e earl av Essex.